# Emma Weyant
Emma Weyant, née le 24 décembre 2001, est une nageuse américaine.
Elle est sacrée vice-championne olympique du 400 m 4 nages lors des Jeux olympiques d'été de 2020.

## Carrière
Elle remporte la médaille d'argent du 400 m 4 nages féminin lors des Jeux olympiques d'été de 2020 derrière la Japonaise Yui Ōhashi et devant sa compatriote Hali Flickinger.